# Bernhard Leeb

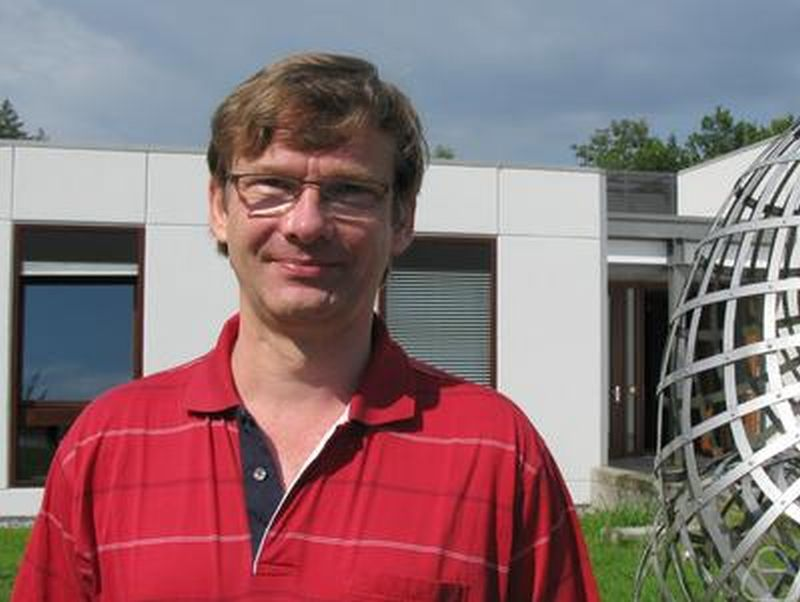
Bernhard Leeb, Oberwolfach 2011

Bernhard Peter Leeb (* 1966 in Frankfurt am Main)  ist ein deutscher Mathematiker, der sich mit Differentialgeometrie befasst.
Leeb war 1981 bis 1984 Bundessieger beim Bundeswettbewerb Mathematik und erhielt 1983 eine Goldmedaille und einen Spezialpreis bei der Mathematikolympiade. Ab 1982 war er in der Studienstiftung des Deutschen Volkes. Er studierte ab 1984 Mathematik zunächst an der Universität Frankfurt und ab 1986 an der Universität Bonn, an der er 1991 bei Werner Ballmann sein Diplom erhielt. Danach ging er an die University of Maryland, an der er 1992 bei William Goldman promoviert wurde (Three-Manifolds With(Out) Metrics of Nonpositive Curvature). Als Post-Doktorand war er am MSRI und 1996 am IHES und 1993 bis 1997 Assistent an der Universität Bonn. 1997/98 war er Chargé de Recherche des CNRS in Orsay. 1998 wurde er Professor an der Universität Mainz, 1999 an der Universität Tübingen und 2003 an der Ludwig-Maximilians-Universität München.

## Schriften
- 3-manifolds with(out) metrics of nonpositive curvature, Inventiones Mathematicae, Band 122, 1995, S. 277–289.
- mit Bruce Kleiner: Rigidity of quasi-isometries for symmetric spaces and Euclidean buildings,  Inst. Hautes Études Sci. Publ. Math. Nr. 86, 1997, S. 115–197.
- mit Michael Kapovich: Quasi-isometries preserve the geometric decomposition of Haken manifolds, Inventiones Mathematicae, Band 128, 1997, S. 393–416.
- mit Michael Kapovich:  Complex hyperbolic manifolds homotopy equivalent to a Riemann surface, Comm. Anal. Geom., Band 9, 2001, S. 61–95.
- mit  Michel Boileau, Joan Porti: Geometrization of 3-dimensional orbifolds, Annals of Mathematics, Band 162, 2005, S. 195–290.
- mit Bruce Kleiner: Rigidity of invariant convex sets in symmetric spaces, Inventiones Mathematicae, Band 163, 2006, S. 657–676,
- Geometrisierung 3-dimensionaler Mannigfaltigkeiten und Ricci-Fluß: Zu Perelmans Beweis der Vermutungen von Poincaré und Thurston, DMV-Mitteilungen, Band 14, Nr. 4, 2006, S. 213–221.
- mit Michael Kapovich, John Millson: The generalized triangle inequalities in symmetric spaces and buildings with applications to algebra, Memoirs, American Mathematical Society AMS, 2008
- mit M. Kapovich, J.Porti: Anosov subgroups: Dynamical and geometric characterizations.  Eur. J. Math. 3 (2017), 808–898.
- mit M. Kapovich: A Morse lemma for quasigeodesics in symmetric spaces and Euclidean buildings. Geom. Topol. 22, No. 7, 3827-3923 (2018).